# Quinn Buckner
William Quinn Buckner, connu sous le nom de Quinn Buckner (né le 20 août 1954 à Phoenix, Illinois) est un ancien joueur et entraîneur américain de basket-ball.
Il évolua à l'université d'Indiana et fut sélectionné par les Bucks de Milwaukee au 7e rang de la draft 1976. Il connut une carrière de dix ans en NBA pour trois équipes différentes (les Bucks de Milwaukee, les Celtics de Boston et les Pacers de l'Indiana). Il était considéré comme un solide défenseur et fut nommé dans la All-Defense Sécond Team à quatre reprises. En 1984, il remporta le titre NBA avec les Celtics.
Buckner fut ensuite entraîneur des Mavericks de Dallas lors de la saison 1993-1994. Actuellement, Buckner est commentateur des matchs des Pacers de l'Indiana sur une chaîne câblée.
Bien qu'il eût une carrière professionnelle relativement modeste, Quinn Buckner connut beaucoup de succès. Il est l'un des trois seuls joueurs américains de l'histoire à avoir remporté un titre de champion à tous les niveaux: lycée, université, NBA et Jeux olympiques aux côtés de Magic Johnson et Jerry Lucas.

## Biographie
Buckner débuta au lycée "Thornridge" à Dolton, Illinois. Son équipe des Falcons s'inclina seulement une seule fois lors de ses années junior et senior, remportant le titre de champion de l'État à deux reprises consécutives. L'équipe demeura invaincue en 1972, gagnant tous les matchs avec au moins 14 points d'avance. Buckner était aussi un excellent joueur de football. Il fut nommé meilleur joueur de l'année de Chicago en football et en basket-ball. Il intégra ensuite l'université d'Indiana sous les ordres de l'entraîneur Bobby Knight. Buckner fut titulaire lors de ses quatre années et capitaine lors des trois dernières saisons à Indiana. Lors de la dernière année en 1976, il mena l'équipe à un bilan de 31 victoires - 0 défaites.
Il fut sélectionné dans l'équipe américaine qui disputa le championnat du monde 1974, remportant la médaille de bronze.
Bien qu'il n'ait inscrit que 10 points de moyenne en carrière à l'université, il fut sélectionné au premier tour de la draft 1976 au 7e rang. Il fut également sélectionné par les Washington Redskins lors de la draft NFL.
Avant de rejoindre les Bucks, Buckner participa aux JO 1976 remportant le titre olympique aux côtés de Adrian Dantley, Mitch Kupchak et Scott May notamment. Son arrivée en NBA fut rude, puisqu'en huit ans au lycée et à l'université, il ne connut que 25 défaites, alors qu'il perdit 52 matchs avec Milwaukee en 1976-1977, terminant dernier de la Midwest Division.
Il inscrivit 8,6 points par match lors de sa première saison, mais se distingua en défense, se classant 4e au classement des meilleurs intercepteurs de la ligue.
Il fut nommé dans la NBA All-Defensive Second Team la saison suivante. Il connut sa meilleure saison en 1979-1980 avec des statistiques de 10,7 points et 5,7 passes décisives, étant nommé dans la NBA All-Defensive Second Team pour la deuxième fois, les Bucks finissant en tête de la Midwest Division.
En 1981, il réussit sa meilleure saison offensive avec 13,3 points par match et fut à nouveau nommé dans la NBA All-Defensive Second Team. Les Bucks s'inclinèrent en finale de Conférence Est lors de cette année-là.
Au début de la saison 1982-1983, il fut transféré aux Celtics de Boston contre Dave Cowens. Il remporta son premier et unique titre de champion NBA avec Boston en 1984, Buckner étant placé sur le banc en soutien de Dennis Johnson et Gerald Henderson.
En 1985, les Celtics retournèrent en Finale NBA, mais s'inclinèrent face aux Lakers en six manches, dans la revanche de la saison précédente. À l'issue de la saison, Boston transféra Buckner aux Pacers de l'Indiana. Il fut écarté après 32 rencontres lors de la saison 1985-1986, mettant un terme à dix années de carrière en NBA.
Il devint par la suite consultant sur ESPN, NBC et CBS Sports. Il devint entraîneur des Mavericks de Dallas pour la saison 1993-1994. L'équipe avait terminé la saison avec un bilan de 11 victoires - 71 défaites. Bien que Buckner n'avait pas d'expérience NBA, le propriétaire des Mavericks, Donald Carter espérait que le charisme et la personnalité de Buckner apporterait à cette jeune équipe le goût de la victoire.
Les Mavs commencèrent la saison avec un bilan de 1 victoire - 23 défaites, établissant le plus mauvais départ lors d'une saison, jusqu'alors détenu par l'équipe des 76ers de Philadelphie en 1973. L'équipe termina la saison avec un bilan de 13 victoires - 69 défaites, l'un des pires bilans de l'histoire de la ligue. Buckner fut licencié deux jours après la fin de la saison.

## Pour approfondir
- Liste des joueurs de NBA avec 9 interceptions et plus sur un match.